# Adenoma colangiocellulare
L'adenoma colangiocellulare o colangioma benigno è una neoplasia benigna del fegato. La massa, non contenendo bile, può essere distinta dal complesso di Von Meyenburg o amartomatosi biliare multipla, che può trasformarsi in un tumore maligno.

## Esami
Per comprendere con esattezza quale forma di tumore abbia la persona alcuni esami sono necessari: 
- Tomografia computerizzata;
- Ecografia;
- Test sul siero.

## Trattamento
La terapia è chirurgica e consiste nell'escissione del tumore. Viene effettuata solo nel caso in cui ci sia sintomatologia colestatica o la massa diventi eccessivamente grande.